# كارين شين
كارين شين (بالإنجليزية : Karen Chin) هي عالمة حفريات أمريكية وطبيبة مساعدة في علم الحيوان تعد واحدة من الخبراء الرائدين في عالم الكروبوليت.